# Euscoturopsis
Euscoturopsis is een geslacht van vlinders van de familie tandvlinders (Notodontidae), uit de onderfamilie Dioptinae.

## Soorten
- E. elongata Hering, 1925
- E. extensa Hering, 1925
- E. uniformis Hering, 1925